# Punacris
Punacris is een geslacht van rechtvleugeligen uit de familie Tristiridae. De wetenschappelijke naam van dit geslacht is voor het eerst geldig gepubliceerd in 1942 door Rehn.

## Soorten
Het geslacht Punacris  is monotypisch en omvat slechts de volgende soort:
- Punacris peruviana (Saussure, 1888)